# Giovanni Ribisi
Antonino Giovanni Ribisi (Los Angeles, 16 de desembre de 1974) és un actor estatunidenc.

## Biografia

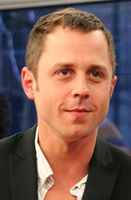
Giovanni Ribisi (2007)

Ribisi començà la seva carrera a la televisió per cable, amb rols secundaris o com a convidat en nombroses sèries, incloent The Wonder Years i My Two Dads. Finalment va aconseguir destacar amb un memorable paper com a estrella convidada en un episodi de The X-Files i en el paper secundari de Frank Buffay Jr, germà de Phoebe Buffay (Lisa Kudrow) a Friends.
A més va fer la veu del Tinent Elder en el videojoc Call of Duty. Més recentment ha aparegut en dos episodis de My Name is Earl. Va participar en el film El vol del Fènix (2004), una de les seves millors actuacions.
Ribisi es va casar amb l'actriu Mariah O'Brien el 1997 i van tenir una nena, Lucia. Es van divorciar el 2001. El 2007, va començar una relació amb la cantant indie rock Cat Power. Van viure junts cinc anys abans de donar per acabada la seva relació. Ribisi es va casar amb la model anglesa Agyness Deyn el 16 de juny de 2012, i es van divorciar el gener de 2015.

## Filmografia
- Hills Have Eyes III (1995)
- Carretera perduda (Lost Highway) (1997)
- The Wonders (1997)
- subUrbia (1997)
- nom Love, cognom Rites (1998)
- Saving Private Ryan (1998)
- Boy Meets World (1999)
- The Mod Squad (1999)
- The Other Sister (1999)
- The Virgin Suicides - narrador (2000)
- Premonició (2000)
- Boiler Room (2000)
- Gone in Sixty Seconds (2000)
- Camins encreuats (It's the Rage) (2000)
- According to Spencer (2001)
- Heaven (2002)
- Basic (2003)
- Cold Mountain (2003)
- I Love Your Work (2003)
- Lost in Translation (2003)
- Masked and Anonymous (2003)
- El vol del Fènix (2004)
- Sky Captain i el món del demà (Sky Captain and the World of Tomorrow) (2004)
- Love's Brother (2004)
- Un cop de sort (The Big White) (2005)
- 10th & Wolf (2006)
- Gardener of Eden (2007)
- The Dog Problem (2007)
- Perfect Stranger (2007)
- Spirit of the Forest (2008) (veu)
- Public Enemies (2009)
- Avatar (2009)
- The Rum Diary (2011)
- Contraband (2012)
- Columbus Circle (2012)
- Ted (2012)
- Gangster Squad  (2013)
- A Million Ways to Die in the West (2014)
- Selma (2014)
- Results (2015)
- Meadowland (2015)
- Ted 2 (2015)
- Papa: Hemingway in Cuba (2015)
- The Bad Batch (2016)